# Limulus
Limulus is een monotypisch geslacht binnen de familie van de degenkrabben (Limulidae).

## Soort
- Limulus polyphemus (Atlantische degenkrab)